# Sidi El Béchir (délégation)
Sidi El Béchir est une délégation tunisienne dépendant du gouvernorat de Tunis.
En 2004, elle compte 29 911 habitants dont 15 042 hommes et 14 869 femmes répartis dans 8 268 ménages et 8 694 logements.
Elle comporte un certain nombre de quartiers dont :
- Bab El Fellah[3] ;
- Sidi El Béchir ;
- Maakel Ezzam ;
- Bab El Gorjani ;
- Montfleury ;
- Abou El Kacem Chebbi ;
- Saïda Manoubia ;
- Bab Alioua ;
- Sidi Mansour.

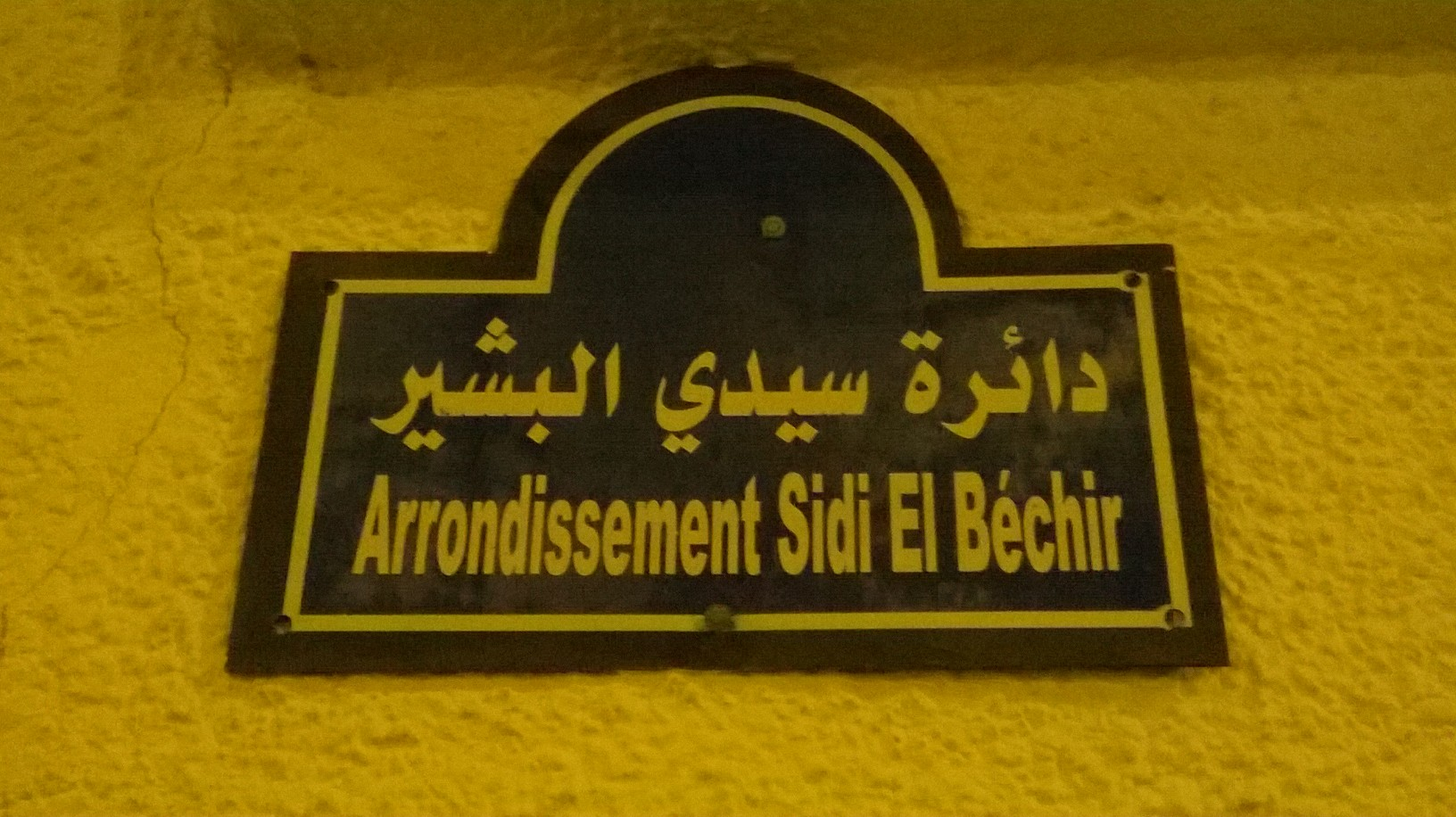
Plaque marquant l'arrondissement de Sidi El Béchir

Elle est délimitée par la délégation de la médina au nord, la délégation d'El Ouardia au sud, la délégation de Bab El Bhar à l'est et la délégation de Séjoumi ainsi que la sebkha Séjoumi à l'ouest.